# Radikální strana Oleha Ljaška
Radikální strana Oleha Ljaška (ukrajinsky Радикальна Партія Олега Ляшка) je ukrajinská politická strana. Ve volbách do Verchovné rady v roce 2014 získala 22 křesel.

## Ideologie
Strana kombinuje některá levicová témata (např. nízké zdanění práce) s nacionalistickými sentimenty. Podporuje vyšší zdanění oligarchů ke zlepšení rozpočtové situace země. Podporuje znovuvyzbrojení Ukrajiny jadernými zbraněmi. Je pro ukončení války na Donbase za pomocí užití síly.